# Šarafát
Šarafát též Šarfát (arabsky شرفات‎, hebrejsky שרפאת‎) je městská čtvrť v jižní části Jeruzaléma v Izraeli, ležící ve Východním Jeruzalémě, tedy v části města, která byla okupována Izraelem v roce 1967 a začleněna do hranic města.

## Geografie
Leží v nadmořské výšce přes 700 metrů, cca 5 kilometrů jihozápadně od Starého Města. Na východě s ní sousedí arabská čtvrť Bajt Safáfá, ostatní okolní zástavba je židovská, na severu Katamon a Malcha a na jihu čtvrť Gilo. Leží nad jižním okrajem údolí vádí Nachal Refa'im, které teče k západu a rychle se zařezává do okolní krajiny. Po dně údolí je trasována železniční trať Tel Aviv – Jeruzalém. Podél ní vedla Zelená linie, která do roku 1967 rozdělovala Jeruzalém. Populace čtvrti je arabská.

## Dějiny
Po konci první arabsko-izraelské války byl Šarafat v rámci dohod o příměří z roku 1949 začleněn do území okupovaného Jordánskem. Od roku 1967 je součástí území pod kontrolou Izraele, začleněného do městských hranic Jeruzaléma. Zástavba má rozptýlený vesnický charakter.

## Demografie
V roce 1922 zde žilo 106 lidí, v roce 1945 210. V roce 1961 čítala populace vesnice 128. Plocha této městské části dosahuje 8939 dunamů (8,939 kilometru čtverečního). V roce 2000 tu žilo 936 a v roce 2002 978 obyvatel.